# Harumichi no Tsuraki
Harumichi no Tsuraki (春道列樹; ... – 920) è stato un poeta giapponese del medio periodo Heian.
Suo padre era Harumichi no Niina, un discendente del clan Mononobe.
Si sa molto poco della sua vita. Divenne monjosho (studente laureato in studi letterari all'Università Imperiale) nel 910 e fu nominato governatore della provincia di Iki nel 920. Della sua carriera, però, non si sa altro a parte il fatto che morì prima di recarsi nella provincia di Iki e entrare in carica.
Per quanto riguarda la sua poesia waka, sono sopravvissute solo tre poesie incluse nell'antologia imperiale Kokinwakashū e due poesie in Gosen Wakashū. Una è stata inclusa anche nell'antologia Ogura Hyakunin Isshu:
(Ogura Hyakunin Isshu n.32)